# فرنسيس مانكيفيتس
فرنسيس مانكيفيتس (بالفرنسية: Francis Mankiewicz)‏ (و. 1944 – 1993 م) هو مخرج أفلام، وكاتب سيناريو، ومنتج أفلام كندي، ولد في شانغهاي، توفي في مونتريال، عن عمر يناهز 49 عاماً، بسبب سرطان.

## جوائز
حصل على جوائز منها:
- Prix Albert-Tessier [الإنجليزية]‏ (1993).

## وصلات خارجية
- فرنسيس مانكيفيتس على موقع IMDb (الإنجليزية)
- فرنسيس مانكيفيتس على موقع ألو سيني (الفرنسية)
- فرنسيس مانكيفيتس على موقع أول موفي (الإنجليزية)
- فرنسيس مانكيفيتس على موقع قاعدة بيانات الأفلام السويدية (السويدية)
- فرنسيس مانكيفيتس على موقع قاعدة بيانات الفيلم (الإنجليزية)
- فرنسيس مانكيفيتس على موقع كينوبويسك (الروسية)